# Maní (kommun i Mexiko)
Maní är en kommun i Mexiko.   Den ligger i delstaten Yucatán, i den östra delen av landet, 1 000 km öster om huvudstaden Mexico City. Antalet invånare är 5 238. Arean är 86 kvadratkilometer.
Terrängen i Maní är mycket platt.
Följande samhällen finns i Maní:
- Maní
- Tipical
- Pozo Nueve